# Aeroporto di Plovdiv
L'Aeroporto di Plovdiv (in bulgaro: Летище Пловдив, Letishte Plovdiv) (IATA: LBPD, ICAO: PDV) è un aeroporto bulgaro situato a Plovdiv, capitale storica della Tracia e seconda città del paese dopo la capitale Sofia.
Grazie alla posizione, nei pressi delle famose località sciistiche bulgara di Bansko e Pamporovo, l'aeroporto è attivo soprattutto durante la stagione invernale. Il traffico principale è charter da e per il Regno Unito, Irlanda e Russia. L'aeroporto ha un ruolo vitale in caso di emergenza ed è talvolta usato come un supplente per l'Aeroporto di Sofia, che è quasi a 150 km di distanza.